# Pruski poklon
Pruski poklon ali Pruski davek (nemško Preußische Huldigung, poljsko hołd pruski) je bil uradna umestitev Alberta Pruskega za vojvodo poljskega fevda Vojvodine Prusije.
Malo pred sklenitvijo Krakovskega miru 8. aprila 1525, s katerim se je uradno končala poljsko-tevtonska vojna (1519-1521), je veliki mojster Tevtonskega viteškega reda Albert Hohenzollern v Wittenbergu obiskal Martina Lutra in kmalu zatem postal simpatizer protestantizma. 10. aprila 1525, dva dni po podpisu Krakovskega miru, je Albert na glavnem trgu poljske prestolnice Krakova uradno odstopil s položaja velikega mojstra in od poljskega kralja  Sigismunda I. prejel naziv "vojvoda Prusije". S sporazumom, v katerem je bilo tudi nekaj Lutrovega posredovanja, je Vojvodina Prusija postala prva protestantska država, predvidena z Augsburškim mirom iz leta 1555. Investitura protestantskega vazala Vojvodine Prusije je bila za Poljsko strateško bolj ugodna od katoliške Države Tevtonskega reda v Prusiji. Cesar Svetega rimskega cesarstva in papež sta sklenitvi sporazuma uradno nasprotovala.
Albert je od poljskega kralja kot simbol vazalstva prejel zastavo s pruskim grbom. Na prsih pruskega črnega orla je bila črka S (kot  Sigismund), okoli njegovega vratu pa krona kot simbol podrejenosti Poljskemu kraljestvu.

## Pokloni velikih mojstrov Tevtonskih vitezov
Ustaljena navada poklonov velikih mojstrov Tevtonskega reda se je začela leta 1469. Po trinajstletni vojni in Drugem turanskem mirovnem sporazumu so se morali vsi veliki mojstri Tevtonskega reda v šest mesecih po svoji izvolitvi pokloniti poljskim vladarjem.  Nekateri veliki mojstri se niso hoteli pokloniti in so se sklicevali, da so Tevtonski vitezi pod papeževo suverenostjo. Med njimi so bili Martin Truchseß von Wetzhausen, Friderik Saški, ki je zadevo omenil na zasedanju cesarskega parlamenta leta 1495, in vojvoda Albert. 
- 1. decembra 1469 se je na zasedanju poljskega parlamenta (Sejm) v Piotrkówu Trybunalskem veliki mojster Heinrich Reuß von Plauen poklonil kralju Kazimirju IV.
- 9. oktobra 1479 se je v Novem Korczynu veliki mojster Martin Truchseß von Wetzhausen poklonil kralju Kazimirju IV.
- 18. novembra 1489 se je v Radomu veliki mojster  Johann von Tiefen poklonil kralju Kazimirju IV.
- 29. maja 1493 se je veliki mojster Johann von Tieffen poklonil kralju Ivanu I. Albertu.

## Pokloni pruskih vojvod
Vojvodina Prusija je bila ustanovljena leta 1525. Poklon vojvode Alberta Pruskega je bil 10. aprila 1525 v Krakovu. Zadnji poklon je bil 6. oktobra 1641 pred Kraljevim gradom v Varšavi. Po sklenitvi  sporazuma v Bydgoszczu leta 1657 pruski vojvode niso bili več vazali poljskih kraljev.
- 19. julija 1569 se je na Sejmu v Lublinu vojvoda Albert  Friderik poklonil kralju Sigismundu II. Avgustu. Jan Kochanowski je dogodek opisal v pesnitvi Proporzec albo hołd pruski.
- 20. februarja 1578 se je pred cerkvijo svete Ane v Varšavi Brandenburško-Ansbaški mejni grof Georg Friderik poklonil kralju Štefanu  Báthoryju.
- 16. novembra 1611 se je pred cerkvijo svete Ane brandenburški volilni knez Ivan Sigismund poklonil kralju Sigismundu III. Vasa.
- septembra 1621 se je brandenburški volilni knez Georg Viljem poklonil kralju Sigismundu III.
- 21. marca 1633 so se odposlanci elektorja Georga Viljema poklonili kralju Vladislavu IV. Vasa.
- 6. oktobra 1641 se je pred Kraljevim gradom elektor Friderik Viljem poklonil kralju Vladislavu IV.